# Рошіоара (Вранча)
Рошіоара (рум. Roșioara) — село у повіті Вранча в Румунії. Входить до складу комуни Мера.
Село розташоване на відстані 163 км на північний схід від Бухареста, 17 км на північний захід від Фокшан, 90 км на північний захід від Галаца, 106 км на схід від Брашова.

## Населення
За даними перепису населення 2002 року у селі проживали 436 осіб, усі — румуни. Усі жителі села рідною мовою назвали румунську.